# John Dugard

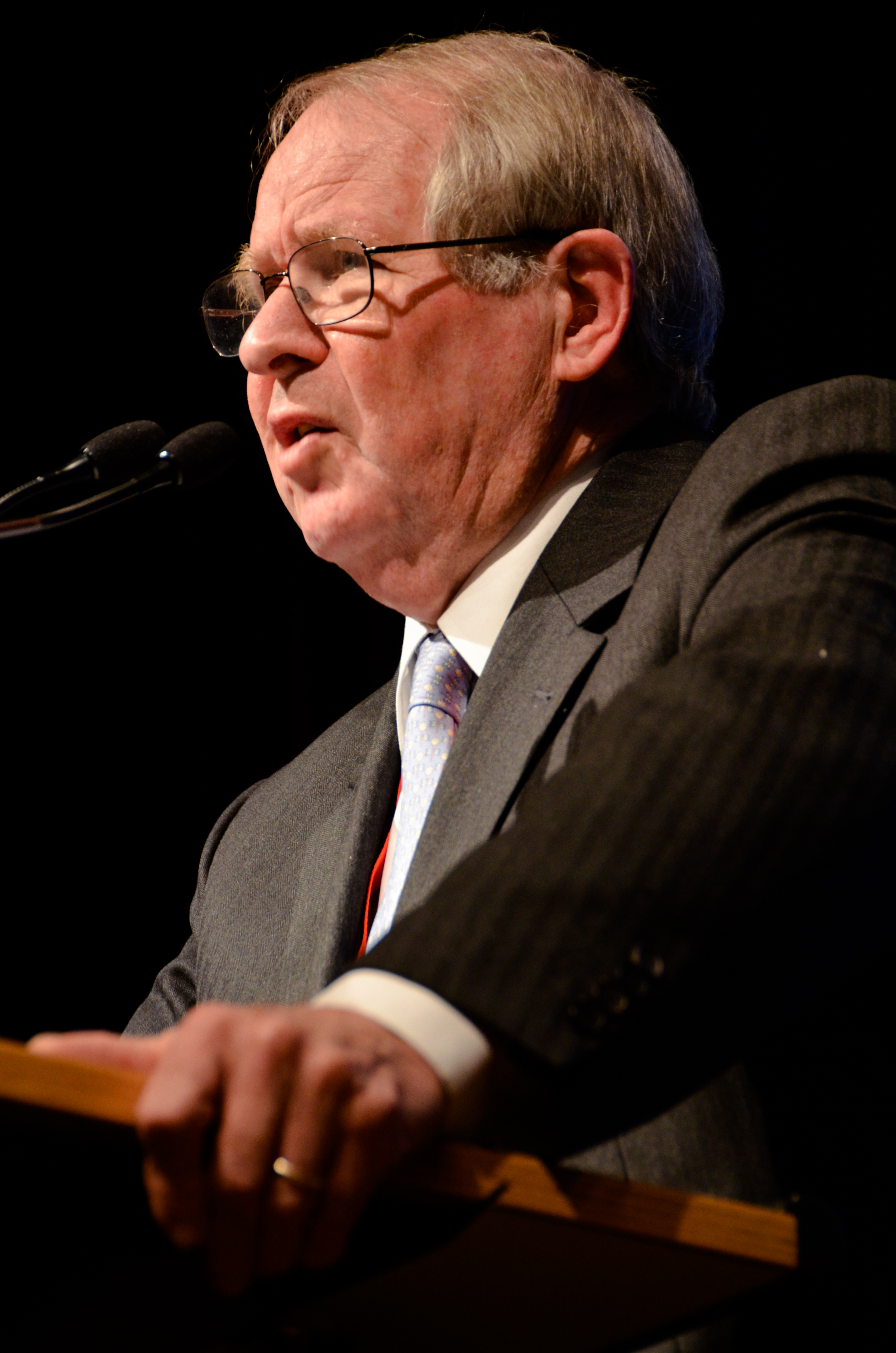
John Dugard (2013)

Christopher John Robert Dugard (* 23. August 1936 in Fort Beaufort, Kapprovinz) ist ein südafrikanischer Jurist. Er war von 1969 bis 1998 Professor an der Witwatersrand-Universität sowie von 1998 bis 2006 an der Universität Leiden. Darüber hinaus wirkte er von 1997 bis 2011 als Mitglied der Völkerrechtskommission sowie als Sonderberichterstatter der UN-Menschenrechtskommission beziehungsweise des UN-Menschenrechtsrates und wurde in fünf Fällen als Ad-hoc-Richter am Internationalen Gerichtshof nominiert. Schwerpunkte seines Wirkens sind die Menschenrechte, das Völkerstrafrecht und die Geschichte der Apartheid in seinem Heimatland.

## Leben
John Dugard wurde 1936 in Fort Beaufort geboren. Er wurde 1980 an der University of Cambridge promoviert, nachdem er seine akademische Ausbildung an der Universität Stellenbosch absolviert hatte. Von 1965 bis 1969 lehrte er als Dozent und anschließend bis 1998 als Professor an der Witwatersrand-Universität in Johannesburg, an der er von 1975 bis 1977 Dekan der juristischen Fakultät war und von 1978 bis 1990 das Zentrum für angewandte Rechtsstudien leitete, dessen Ziel „die Verbreitung der Menschenrechte in Südafrika“ ist. Während dieser Zeit nahm Dugard mit Publikationen kritische Positionen zur Staatsdoktrin der Apartheid ein, selbst in Bezug auf Entwicklungen des Rechtssystems in sicherheitsrelevanten Fragen. Zum Terrorism Act (Act No. 83 / 1967) kommentierte er: „Although designed to combat terrorism, the Terrorism Act has itself become an instrument of terror.“ (deutsch etwa: „Obwohl das Terrorismusgesetz zur Bekämpfung des Terrorismus gedacht war, ist es selbst zu einem Instrument des Terrors geworden.“). Dieses Gesetz baute auf der Rechtsanwendung des Suppression of Communism Act von 1950 auf. Mit seinem Werk Human Rights and the South African Legal Order von 1978 prangerte er als einer der wenigen unerschrockenen südafrikanischen Juristen den Rechtsmissbrauch durch das Regime in Südafrika im Inland und in Südwestafrika an.
Dugard wirkte darüber hinaus als Gastprofessor an der Princeton University, an der Duke University, an der University of California, Berkeley, an der University of Pennsylvania sowie an der University of New South Wales. Nach dem Ende der Apartheid in Südafrika war er von 1993 bis 1995 an der Ausarbeitung einer Übergangsverfassung sowie der neuen Verfassung von 1996 beteiligt. Darüber hinaus war er von 1993 bis 1995 sowie 1998 Präsident der nationalen Vereinigung Südafrikas der International Law Association.
Von 1995 bis 1997 wirkte er als Direktor des Lauterpacht-Zentrums für internationales Recht an der University of Cambridge und anschließend von 1998 bis 2006 als Professor für Völkerrecht an der Universität Leiden. Darüber hinaus gehörte er von 1997 bis 2011 der Völkerrechtskommission der Vereinten Nationen an. Am Internationalen Gerichtshof (IGH) in Den Haag wurde er in fünf Fällen als Ad-hoc-Richter nominiert; einmal von Malaysia und jeweils zweimal von Ruanda und von Costa Rica. Er kandidierte auch, nach Nominierung durch die nationalen Gruppen Australiens, der Niederlande, Südafrikas und Schwedens am Ständigen Schiedshof, bei den im Oktober 2002 stattfindenden turnusmäßigen Richterwahlen am IGH, erreichte jedoch in der Generalversammlung der Vereinten Nationen nicht die erforderliche Stimmenzahl. Ab 2006 war er Professor an der Universität Pretoria.
Mit dem Beginn des als Zweite Intifada bezeichneten Konflikts zwischen den arabischen Palästinensern und den israelischen Sicherheitskräften im Gazastreifen und Westjordanland wurde John Dugard im Jahr 2000 zum Vorsitzenden eines Ausschusses der UN-Menschenrechtskommission zur Untersuchung der Menschenrechtssituation in den betroffenen Gebieten ernannt. Von 2001 bis 2008 war er Sonderberichterstatter der Kommission beziehungsweise später von deren Nachfolgeinstitution, des UN-Menschenrechtsrates. In einer Sondersitzung des Rates im Juli 2006 bezeichnete er die Situation in den Palästinensischen Autonomiegebieten als „unerträglich“. Ein Jahr später bewertete er in einem Bericht, der von verschiedenen Seiten kritisiert wurde, die Politik Israels in diesen Gebieten als „ähnlich der Apartheid“ sowie die entsprechenden israelischen Gesetze und Vorgehensweisen als Verletzung des Internationalen Übereinkommens zur Beseitigung jeder Form von Rassendiskriminierung.
Er leitet das südafrikanische Anwaltsteam in der Ende 2023 eingereichten Klage Südafrikas gegen Israel wegen Völkermord an den Palästinensern im Gaza-Streifen im Zusammenhang mit der Völkermordkonvention.

## Auszeichnungen
John Dugard wurde von den Universitäten Natal (1990), Kapstadt (1996), Port Elizabeth (2003), Pretoria (2004) und von der Witwatersrand-Universität (2004) die Ehrendoktorwürde verliehen. Seit 1995 ist er der erste und bisher einzige Jurist aus Südafrika, der zum Mitglied des Institut de Droit international ernannt wurde, darüber hinaus ist er seit 2008 Ehrenmitglied der Amerikanischen Gesellschaft für internationales Recht. An der Universität Leiden findet ihm zu Ehren seit seiner Emeritierung im Jahr 2006 eine jährliche „John Dugard Lecture Series“ statt, zu der international renommierte Rechtswissenschaftler eingeladen werden. 2010 wurde er mit dem Gruber Justice Prize ausgezeichnet. 2012 erhielt er den Order of the Baobab in Gold.

## Werke (Auswahl)
- Human Rights and the South African Legal Order. Princeton University Press, Princeton 1978
- Recognition and the United Nations. Cambridge 1987
- The Last Years of Apartheid: Civil Liberties in South Africa. New York 1992 (als Mitautor)
- International Criminal Law and Procedure. Aldershot 1996 (als Mitautor)
- International Law: A South African Perspective. Dritte Auflage. Kapstadt 2006
- Confronting Apartheid: A Personal History of South Africa, Namibia and Palestine. Jacana Media, Auckland Park 2018, (online bei Cambridge University Press, 2022)[6]